# Gönnheim
Gönnheim est une municipalité allemande située dans le land de Rhénanie-Palatinat et l'arrondissement de Bad Dürkheim.

## Jumelages
- Marktl (Allemagne) depuis 1969